# Shegeng (sockenhuvudort i Kina, Jiangxi Sheng, lat 28,44, long 116,66)
Shegeng är en sockenhuvudort i Kina. Den ligger i provinsen Jiangxi, i den sydöstra delen av landet, omkring 81 kilometer öster om provinshuvudstaden Nanchang. Antalet invånare är 33 030. Befolkningen består av 15 918 kvinnor och 17 112 män. Barn under 15 år utgör 24,0 %, vuxna 15-64 år 68 %, och äldre över 65 år 7,0 %.
Runt Shegeng är det tätbefolkat, med 297 invånare per kvadratkilometer. Närmaste större samhälle är Huangjinbu, 14,4 km öster om Shegeng. I omgivningarna runt Shegeng växer i huvudsak blandskog.
Genomsnittlig årsnederbörd är 2 491 millimeter. Den regnigaste månaden är juni, med i genomsnitt 454 mm nederbörd, och den torraste är oktober, med 26 mm nederbörd.